# 무키모노

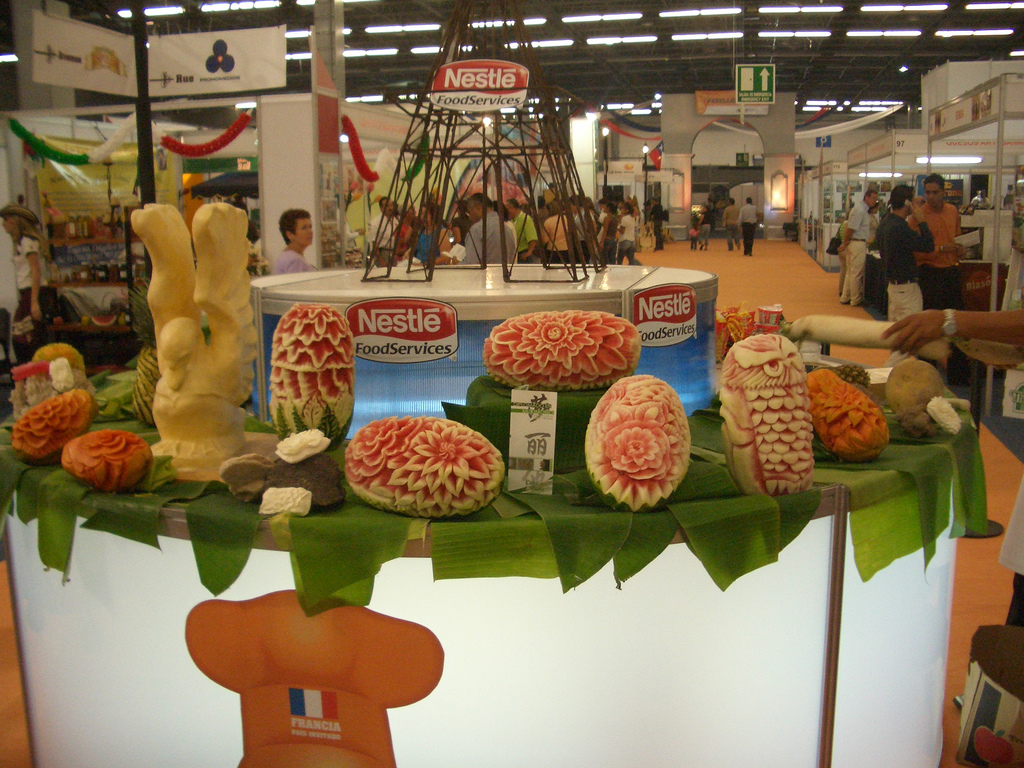
무키모노

무키모노(剥木物)는 일본의 전통 장식 예술이다. 예를 들어 과일과 야채 껍질에 전통적인 이미지(꽃, 학, 거북이, 용)를 조각하는 것뿐만 아니라 야채(예: 무, 당근, 가지)를 꽃, 꼬임, 부채 모양과 같은 매력적인 모양으로 조각하는 것이 포함된다. 이들은 일반적으로 식사와 같은 접시나 작은 옆 접시에 고명으로 제공된다. 조각은 부엌칼을 사용하여 이루어진다. 무키모노는 이 목적을 위해 특별히 고안된 날카롭고 얇은 칼을 사용하는 태국 과일 조각과는 다르다.
무키모노 스타일로 음식을 자르는 것은 사계절을 느낄 수 있는 방법이다. 사계절의 맛은 요리의 외관을 돋보이게 하고 맛을 향상시키는 데 큰 역할을 한다.